# Mantidactylus ambohimitombi
Mantidactylus ambohimitombi é uma espécie de anfíbio da família Mantellidae.
É endémica de Madagáscar.
Os seus habitats naturais são: regiões subtropicais ou tropicais húmidas de alta altitude, campos de altitude subtropicais ou tropicais e rios.
Está ameaçada por perda de habitat.